# Charles Joseph Constantin Radermacher
Charles Joseph Constantin Radermacher, né le 20 août 1743 à Bonn (Électorat de Cologne), mort le 23 janvier 1803 à Saint-Pol-de-Léon (Finistère), est un général allemand au service de la Révolution française.

## Biographie
Sous-lieutenant au régiment de La Marck infanterie en 1766, puis capitaine de Grenadiers, il est fait chevalier de Saint-Louis en 1787. Il est nommé chef de bataillon le 8 mars 1793, à la 77e demi-brigade d'infanterie.
Il prend part aux colonnes infernales et il est promu au grade de général de brigade par Turreau le 9 avril 1794. Il est suspendu pour ivrognerie le 18 août 1794, ce qui met un terme définitif à ses activités militaires.
Il est admis à la retraite el 13 décembre 1794.
Il meurt le 23 janvier 1803, à Saint-Pol-de-Léon.

## Sources
- Hervé Coutau-Bégarie et Charles Doré-Graslin (dir.), Histoire militaire des guerres de Vendée, Economica, 2010, p. 482.
- (en) « Generals Who Served in the French Army during the Period 1789 - 1814: Eberle to Exelmans »